# الرتب العسكرية لصوماليلاند
الرتب العسكرية لأرض الصومال هي الشارات العسكرية التي تستخدمها القوات المسلحة الصوماليلاندية ، التي تجمع شارات رتبتها تلك التي تستخدمها المملكة المتحدة، التي احتفظت بالممتلكات الاستعمارية في هذا البلد. وهكذا تتبع شارة الرتبة النمط البريطاني، ولكن لديها أربع رتب ضابط صف على غرار النموذج الأمريكي. أعلى رتبة هي فريق أول، وحاليا لا يوجد أي ترقية إلى رتبة فريق أول.  صوماليلاند ليس لديها قوة جوية.
في 2 فبراير 2013 تم منح جميع القوات المسلحة في أرض الصومال رسميًا الرتب العسكرية. 

## رتب الضباط
| رتب الناتو المكافئة           | OF-10 أوه أف-10 | OF-9 أوه أف-9 | OF-8 أوه أف-8 | OF-7 أوه أف-7 | OF-6 أوه أف-6 | OF-5 أوه أف-5 | OF-4 أوه أف-4 | OF-3 أوه أف-3 | OF-2 أوه أف-2 | OF-1 أوه أف-1 | OF-1 أوه أف-1 | OF-1 أوه أف-1 |
| الجيش الصوماليلاندي           | لا يوجد مكافئ   | لا يوجد مكافئ |               |               |               |               |               |               |               |               |               |               |
| القوات البحرية الصوماليلاندية | لا يوجد مكافئ   | لا يوجد مكافئ |               |               |               |               |               |               |               |               |               |               |
| ----------------------------- | --------------- | ------------- | ------------- | ------------- | ------------- | ------------- | ------------- | ------------- | ------------- | ------------- | ------------- | ------------- |